# Glock 32

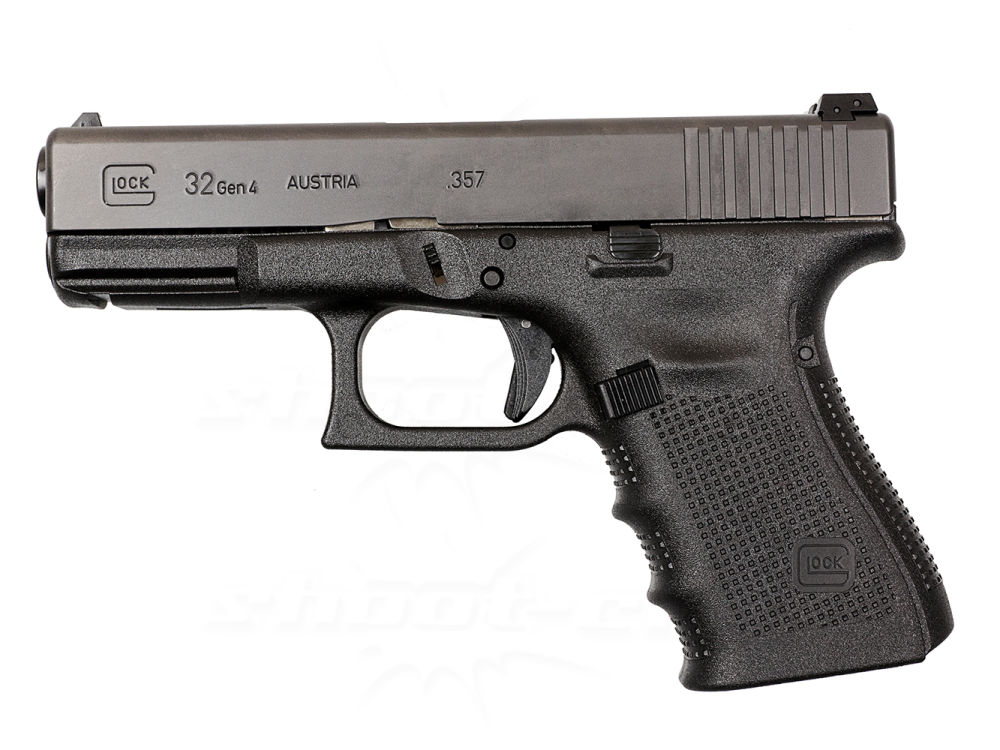
Пистолет Glock 32.

Glock 32 - самозарядный пистолет, сделанный компанией Glock, является компактной версией пистолета Glock 31.

## История
В 1998 году компанией «Glock GmbH», вместе с новым пистолетом Glock 31, была предложена его компактная модель Glock 32 под патрон .357 SIG.

## Описание
Аналогично предыдущим моделям пистолет Glock 32 создан на базе Glock 17, являясь по конструкции очередной его модификацией, адаптированной под патрон .357 SIG. Внешне Glock 32 практически не отличается от своего непосредственного предшественника компактной модели - Glock 23 калибра .40 S&W.
Однако существенно более высокие эксплуатационные давления нового патрона .357 SIG обусловили необходимость увеличения прочности ствола и отдельных элементов конструкции. Помимо основной возвратной пружины, также была применена дополнительная буферная, смягчающая откат.
По сравнению с Glock 31 пистолет Glock 32 предназначен для более удобного скрытого ношения. Уменьшенные габариты 32-й модели позволили постоянно носить это оружие в поясной или подплечной кобуре под верхней одеждой, не демаскируя его.
Автоматика модели Glock 32 работает за счет отдачи ствола при его коротком ходе. Запирание канала ствола осуществляется за счет вхождения верхнего выступа ствола в окно кожуха-затвора. Отпирание канала ствола осуществляется при опускании его казенной части вниз с помощью нижнего прилива казенника и оси во время отдачи ствола.
Кожух-затвор, имеющий П-образную форму, выполнен из стали методом высокоточного литья и подвергнут специальной обработке для повышения коррозионной и износостойкости. Ствол с гексагональным каналом, также как и кожух-затвор обработан специальным покрытием тенифер (Tennifer). В результате такой обработки поверхность на глубину 0,05 мм приобретает твердость порядка 69 единиц по Роквелу (для сравнения - твердость технических алмазов 71-72).
Пистолет Glock 32 имеет ударниковый ударно-спусковой механизм, так называемого «безопасного действия» (Safe Action), с 3 автоматическими предохранителями, в том числе одним - на спусковом крючке. Особенностью УСМ «безопасного действия» является то, что в ходе цикла перезарядки пистолета ударник взводится лишь частично, при этом он заблокирован при помощи автоматического предохранителя.
Довзведение ударника происходит только при нажатии на спусковой крючок, при этом ударник остается заблокирован от движения вперед вплоть до момента полного выжимания спускового крючка. Таким образом, удается достигнуть однообразного усилия на спусковом крючке от первого до последнего выстрела, что положительно сказывается на точности стрельбы. Стандартное усилие спуска - 2,5 кг.
Прицельные приспособления открытого типа смонтированы на плоской верхней поверхности кожух-затвора и включают сменные постоянные мушку с прицелом. Штатно мушка снабжена светящейся точкой, а прямоугольная прорезь прицела обрамлена светящейся рамкой.
Штатно питание пистолета Glock 32 осуществляется из отъемного коробчатого магазина с двухрядным расположением 13 патронов в шахматном порядке. Кроме этого возможно использование магазина емкостью на 15 патронов, а также на 10 патронов с их однорядным расположением, от пистолета Glock 31.
Рамка пистолета Glock 32 совместно с рукояткой и спусковой скобой выполнена из высокопрочного полимерного пластика. Направляющие рамки, по которым движется стальной затвор-кожух, усилены стальными вставками.
Пистолет Glock 32 имеет рукоятку с выемками под пальцы на передней стороне рукоятки и небольшие «полочки» под большой палец на их боковинах. Под стволом расположены направляющие для крепления различных аксессуаров (лазерный целеуказатель, фонарь и др).
Пистолет Glock 32 получил такой же успех, как и патрон .357 SIG. Большинство полицейских подразделений США приняли на вооружение этот пистолет - он отлично подошел для тех сотрудников правоохранительных структур, которым требуется носимое скрытно оружие с высоким пробивным действием пули.
Кроме основной модели - Glock 32, был создан вариант Glock 32C, отличающийся только интегрированным компенсатором подброса ствола (буква «C» в названии пистолета обозначает «Compensated»). Компенсатор в Glock 32C выполнен в виде двух отверстий в верхней части ствола, над которыми в кожух-затворе выполнены прорези.
Компенсатор предназначен для уменьшения отдачи и подбрасывания ствола, поэтому пистолет Glock 32C ориентирован, в основном, на начинающих или чувствительных к отдаче стрелков, а также на тех, кто выступает на соревнованиях по практической стрельбе.
Начальная скорость пули в пистолете с компенсатором снижается на 2-3 % по сравнению с основной моделью, и выстрел из него сопровождается сильной вспышкой. Однако взамен стрелок получает возможность вести максимально быстрый огонь, т. к. все негативные воздействия на него сведены к минимуму.
Массогабаритные характеристики и внешний вид Glock 32C такие же, как и у Glock 32.
Пистолет Glock 32 создавался специально с учетом особенностей применяемого патрона поэтому обладает теми же качествами, что и все модели семейства «Glock» - простотой, безопасностью в обращении и легкостью в уходе, а также большим ресурсом прочности и очень высокой надежностью работы в тяжелых условиях эксплуатации.

## Тактико-технические характеристики
- Калибр, мм: 9

- Патрон: .357 SIG (9x22)
- Длина оружия, мм: 174
- Длина ствола, мм: 102
- Высота, мм: 127
- Ширина, мм: 30
- Вес не снаряженного, кг: 0,680
- Вес снаряженного, кг: 0,855
- Емкость магазина, патронов: 13, опционально 10; 15